# Eklanda

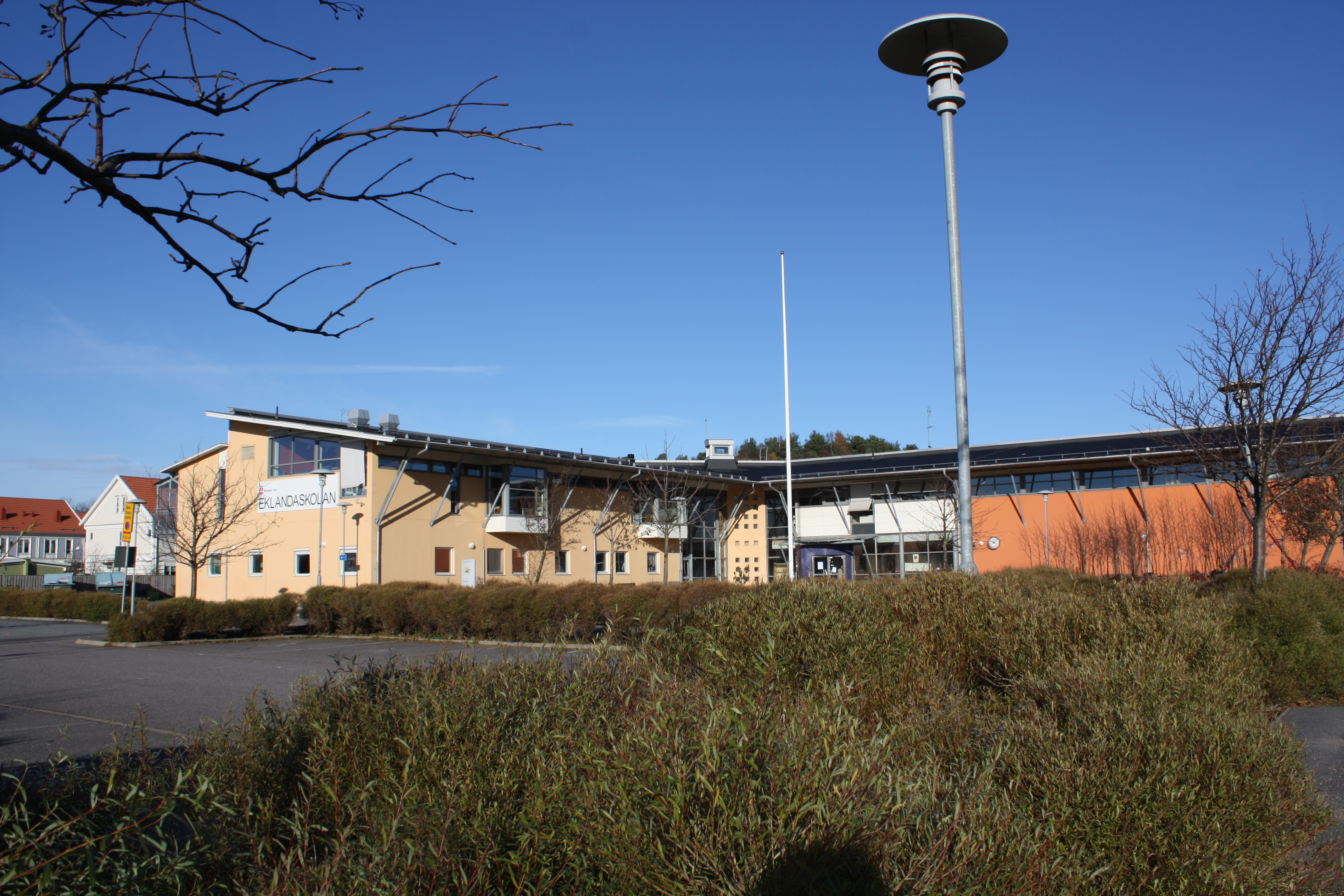
Eklandaskolan från Frölundagatan.

Eklanda är en stadsdel i västra delen av kommundelen Västra Mölndal (motsvarande Fässbergs distrikt).
Eklanda gränsar till naturreservatet Änggårdsbergen och Högsbo. I Eklanda finns ca 700 hus och 3 100 invånare, med många barnfamiljer. Förutom en liten kärna av äldre bebyggelse började Eklanda bebyggas 1993. Området ska enligt fördjupad översiktsplan för Fässbergsdalen 2012 växa samman med Fässbergs by genom mer bebyggelse på åkermark öster om Eklanda.

## Offentlig service
I samhället finns en grundskola, Eklandaskolan, för årskurs 0-6 samt Eklanda äldreboende med 71 lägenheter. Det finns flera förskolor, såsom Trollbäckens Förskola, Småfolket, Ekskogen och Eklanda Gård. Fritidsgården ligger Eklanda Torg.

## Föreningsliv
I Eklanda finns fotbollsplan, basketplan, bandyplan och många parker. Eklanda har en stor fotbollsförening med 800 medlemmar och 20 lag i seriespel, Solängens BK, med herrlag i Division 6 C. Sommaren 2011 invigdes en konstgräsplan i Eklanda, som är hemmaplan för Solängens BK. Mindre gymnastiksal finns i Eklandaskolan.

## Näringsliv/Företagande
Eklanda har ett rikt näringsliv inriktad mot fordonssektorn, i huvudsak personbilar, med många etablerade varumärken.

## Historik/Bakgrund
År 1986 beslutades att bygga bostäder på åkermark i Eklanda. Under tiden 1992-2010 har området bebyggts och vuxit från nordväst (Eklanda Hage och Eklanda Skog) mot söder och sydost (Eklanda Vall och Eklanda Äng).